# Акунк (Котайк)
Акунк (вірм. Ակունք) — село в марзі Котайк, у центрі Вірменії. Село розташоване за 7 км на схід від міста Абовян, за 1 км на північний схід від села Катнахпюр, за 2 км на схід від села Котайк та за 4 км на захід від села Зар.